# Oryza ridleyi
Espèce
Oryza ridleyi est une espèce de plantes monocotylédones de la famille des Poaceae, sous-famille des Oryzoideae, originaire de l'Asie du Sud-Est. 
Ce sont des plantes herbacées vivaces, aux tiges (chaumes) géniculées ascendantes ou décombantes, pouvant atteindre 100 à 150 cm de long. L'inflorescence est une panicule.
L'épithète spécifique, « ridleyi », est un hommage au botaniste anglais, Henry Nicholas Ridley (1855-1956).
Cette espèce de riz sauvage tétraploïde (2n=48), au génome de type HHJJ, fait partie du pool génique tertiaire du riz cultivé. Elle appartient avec Oryza longiglumis au complexe d'espèces Oryza ridleyi (qui ne regroupe que ces deux espèces tétraploïdes).
Elle présente des caractères de résistance à des maladies, dont la pyriculariose (ou blast), la nielle bactérienne (ou bacterial blight), le tungro (virus), ou à des insectes, comme les foreurs de tiges ou la mouche mineuse du riz (Hydrellia philippina), susceptibles d'être transférés dans des cultivars de riz cultivé (Oryza sativa). Les croisements entre les deux espèces sont cependant hautement incompatibles.

## Synonymes
Selon Catalogue of Life (29 avril 2017) : 	
- Oryza stenothyrsus K.Schum.

## Liste des variétés
Selon Tropicos (29 avril 2017) (Attention liste brute contenant possiblement des synonymes) :
- variété Oryza minuta var. minuta
- variété Oryza minuta var. silvatica (A. Camus) Veldkamp